# Austrálie na Letních olympijských hrách 1900
Austrálii na Letních olympijských hrách v roce 1900 ve francouzské Paříži reprezentovali 2 sportovci ve dvou sportech. Ve výpravě byli 2 muži a žádná žena.

## Medailisté
| Medaile | Jméno          | Sport    | Soutěž                     |
| ------- | -------------- | -------- | -------------------------- |
| Zlato   | Frederick Lane | Plavání  | Muži 200 m volný způsob    |
| Zlato   | Frederick Lane | Plavání  | Muži 200 m překážková trať |
| Bronz   | Stan Rowley    | Atletika | Muži 60 m                  |
| Bronz   | Stan Rowley    | Atletika | Muži 100 m                 |
| Bronz   | Stan Rowley    | Atletika | Muži 200 m                 |